# ملیسا راکسبرا
ملیسا راکسبرا (انگلیسی: Melissa Roxburgh؛ زادهٔ ۱۰ دسامبر ۱۹۹۲) بازیگر اهل کانادا است. وی از سال ۲۰۱۱ میلادی تاکنون مشغول فعالیت بوده است.
از فیلم‌ها یا برنامه‌های تلویزیونی که وی در آن نقش داشته است، می‌توان به  حرف، حرف رودریکه،  چله تابستون، لپرکان: ریشه‌ها، تفنگدار دریایی ۴: هدف متحرک، فراتر از پیشتازان فضا، قفس ذهن و لیست پرواز اشاره کرد.